# Rio Betim
O Rio Betim é formado pelos córregos Imbiruçu, Saraiva e pelos riachos das Pedras e das Areias. Abrange não só o município brasileiro de Betim, mas, também o município de Contagem.
Esse rio é utilizado atualmente como um esgoto público, mesmo já sendo feitas campanhas contra a sua poluição.[carece de fontes?]